# Dave Mirra Freestyle BMX
Dave Mirra Freestyle BMX est un jeu vidéo de sport sorti en 2000, développé par Z-Axis Games et commercialisé par Acclaim Entertainment. Le jeu propose à l'utilisateur d'incarner Dave Mirra ainsi que d'autres professionnels du BMX.
Le jeu vidéo est accompagné d'une bande son à la coloration punk hardcore incluant des titres de Sublime, Cypress Hill ou encore Rancid.
Il a pour suite Dave Mirra Freestyle BMX 2 et Dave Mirra Freestyle BMX 3.

## Accueil
- Jeuxvideo.com[3]: 11/20 (PS1) - 15/20 (PC)